# Maltrata
Maltrata är en kommunhuvudort i Mexiko.   Den ligger i kommunen Maltrata och delstaten Veracruz, i den sydöstra delen av landet, 210 km öster om huvudstaden Mexico City. Maltrata ligger 1 772 meter över havet och antalet invånare är 10 496.
Terrängen runt Maltrata är kuperad åt sydväst, men åt nordost är den bergig. Runt Maltrata är det ganska tätbefolkat, med 111 invånare per kvadratkilometer. Närmaste större samhälle är Orizaba, 19,0 km öster om Maltrata. I omgivningarna runt Maltrata växer huvudsakligen savannskog.